# The Chills

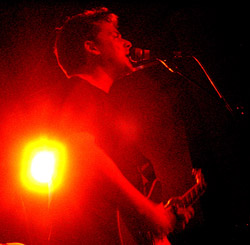
Martin Phillipps von The Chills

The Chills sind eine neuseeländische Indie-Rock-Band und ein typischer Vertreter des Dunedin Sounds. 

## Geschichte
The Chills wurden im Oktober 1980 in Dunedin (Neuseeland) gegründet. Gründungsmitglieder waren Martin Phillipps (Gitarre, Gesang), Peter Gutteridge (Gitarre, Gesang), Alan Haig (Schlagzeug), Jane Dodd (Bass) und Rachel Phillipps (Keyboard). In den Jahren bis 1992 gab es 14 verschiedene Line-ups der Band. Einziges konstantes Bandmitglied war Martin Phillipps.
Die Musik der Chills wurde vom neuseeländischen Label Flying Nun Records verlegt. Die Band spielte ab 1982 verschiedene Singles ein, ehe sie 1987 ihr erstes Album Brave Worlds (produziert von Mayo Thompson) einspielte, dem 1990 Submarine Bells folgte. Nach der Veröffentlichung des 1992er Albums Soft Bomb trennte sich die Band, kam aber 1996 und 2003 jeweils wieder zusammen, um das Album Sunburnt und die EP Stand By einzuspielen.
Die größten Hits der Chills waren die Songs I Love My Leather Jacket und Heavenly Pop Hit, die jeweils die Top 5 der neuseeländischen Charts erreichten. Ebenfalls in die neuseeländischen Top 5 gelangten die beiden Alben Submarine Bells und Soft Bomb. Außerhalb ihres Heimatlandes waren der Band keine Charterfolge vergönnt. In Deutschland hatten die Chills in der zweiten Hälfte der 1980er Jahre eine stabile Fangemeinde. Der Frankfurter Radio-DJ Klaus Walter spielte die Band regelmäßig in seiner Sendung Der Ball ist rund. Das bekannteste Musikstück der Chills in Deutschland war der Song Pink Frost. 
Am 14. September 2018 erschien mit Snow Bound das sechste Album von The Chills. Der Radiosender ByteFM nannte die erste Single Complex ein „bittersüßes Stück Outsider-Pop“, während die zweite Vorab-Single Lord Of All I Survey „in seiner Feierlichkeit wie ein Crossover aus irischem Traditional und Weihnachtslied“ klinge.
Am 15. Oktober 2021 wurde der Asteroid 1998 VJ nach der Band benannt und erhielt den Namen (49291) Thechills. Auf dem Cover ihrer EP Rocket Science sind Fotografien des Asteroiden zu sehen, die der Asteroidenentdecker Ian P. Griffin gemacht hatte.
Martin Phillipps starb am 28. Juli 2024.

## Diskografie

### Alben
| Jahr | Titel                                      | Höchstplatzierung, Gesamtwochen, AuszeichnungChartsChartplatzierungen (Jahr, Titel, Platzierungen, Wochen, Auszeichnungen, Anmerkungen) | Anmerkungen |
| Jahr | Titel                                      | NZ | Anmerkungen |
| ---- | ------------------------------------------ | --- | ----------- |
| 1986 | Kaleidoscope World                         | NZ19 (11 Wo.)NZ |             |
| 1988 | Brave World                                | NZ24 (4 Wo.)NZ |             |
| 1990 | Submarine Bells                            | NZ1 (14 Wo.)NZ |             |
| 1992 | Soft Bomb                                  | NZ3 (11 Wo.)NZ |             |
| 1994 | Heavenly Pop Hits – The Best of the Chills | NZ24 (8 Wo.)NZ |             |
| 1996 | Sunburnt                                   | NZ25 (2 Wo.)NZ |             |
| 2015 | Silver Bullets                             | NZ12 (2 Wo.)NZ |             |
| 2018 | Snow Bound                                 | NZ9 (2 Wo.)NZ |             |
| 2021 | Scatterbrain                               | NZ4 (2 Wo.)NZ |             |

Weitere Alben
- Sketchbook (1999, Demos [3]/Unveröffentlichtes [14] von Martin Phillipps 1985–1994)
- Secret Box (2000, The Chills Rarities, 1980–2000), limitiert auf insgesamt 1.000 St. (500 davon mit Autogramm)
- Somewhere Beautiful (2013)

EPs
- Dunedin Double (1981, Compilation mit vier Bands aus Dunedin: The Chills, Sneaky Feelings, The Stones, The Verlaines)
- Stand By (2004)

### Singles
| Jahr | Titel Album              | Höchstplatzierung, Gesamtwochen, AuszeichnungChartsChartplatzierungen (Jahr, Titel, Album, Platzierungen, Wochen, Auszeichnungen, Anmerkungen) | Anmerkungen |
| Jahr | Titel Album              | NZ | Anmerkungen |
| ---- | ------------------------ | --- | ----------- |
| 1982 | Rolling Moon             | NZ26 (2 Wo.)NZ |             |
| 1984 | Pink Frost               | NZ17 (18 Wo.)NZ |             |
| 1984 | Doledrums                | NZ12 (9 Wo.)NZ |             |
| 1985 | The Lost EP              | NZ4 (17 Wo.)NZ |             |
| 1987 | I Love My Leather Jacket | NZ4 (11 Wo.)NZ |             |
| 1990 | Heavenly Pop Hit         | NZ2 (7 Wo.)NZ |             |
| 1992 | Male Monster from the Id | NZ8 (7 Wo.)NZ |             |
| 1996 | Come Home                | NZ33 (1 Wo.)NZ |             |

Weitere Singles
- I’ll Only See You Alone Again (1986)
- House with a Hundred Rooms (1987)
- Wet Blanket (1988)
- Part Past Part Fiction (1990)
- Drug Magicians (1990)
- Double Summer (1992)
- Surrounded (1996)
- Dreams Are Free (Martin Phillipps & the Chills, 1996)
- Molten Gold (2013)